# Lutte aux Jeux méditerranéens de 2018
Navigation
Édition 2013
Les compétitions de lutte des Jeux méditerranéens de 2018 ont lieu du 24 au 27 juin 2018 à Tarragone.

## Médaillés

### Lutte gréco-romaine Hommes
| Catégorie      | Or                     | Argent                         | Bronze                                            |
| -------------- | ---------------------- | ------------------------------ | ------------------------------------------------- |
| Moins de 60 kg | Haitham Mahmoud (EGY)  | Elçin Ali (TUR)                | Ivan Lizatović (CRO) Léo Tudezca (FRA)            |
| Moins de 67 kg | Yasin Ozay (FRA)       | Mohamed Ibrahim El-Sayed (EGY) | Murat Firat (TUR) Abdwlkarim Alhasan (SYR)        |
| Moins de 77 kg | Yunus Emre Başar (TUR) | Davor Štefanek (SRB)           | Artak Margaryan (FRA) Božo Starčević (CRO)        |
| Moins de 87 kg | Metehan Başar (TUR)    | Bachir Sidazara (ALG)          | Vladimir Stankić (SRB) Dimitrios Tsekeridis (GRE) |
| Moins de 97 kg | Mélonin Noumonvi (FRA) | Adem Boudjemline (ALG)         | Ahmed Hassan Aly (EGY) Mihail Kajala (SRB)        |

### Lutte libre Hommes
| Catégorie      | Or                             | Argent                  | Bronze                                     |
| -------------- | ------------------------------ | ----------------------- | ------------------------------------------ |
| Moins de 65 kg | Selahattin Kılıçsallayan (TUR) | David Habat (SVN)       | Stevan Mićić (SRB) Ilman Mukhtarov (FRA)   |
| Moins de 74 kg | Frank Chamizo (ITA)            | Samy Moustafa (EGY)     | Dejan Mitrov (MKD) Muhammet Demir (TUR)    |
| Moins de 86 kg | Ahmet Bilici (TUR)             | Akhmed Aibuev (FRA)     | Taimuraz Friev (ESP)                       |
| Moins de 97 kg | Magomedgadji Nurov (MKD)       | Simone Iannattoni (ITA) | Hosam Merghany (EGY) Yunus Emre Dede (TUR) |

### Lutte féminine
| Catégorie      | Or                         | Argent               | Bronze                 |
| -------------- | -------------------------- | -------------------- | ---------------------- |
| Moins de 50 kg | Evin Demirhan (TUR)        | Julie Sabatié (FRA)  | Aintzane Gorria (ESP)  |
| Moins de 53 kg | María Prevolaráki (GRE)    | Aysun Erge (TUR)     | Hilary Honorine (FRA)  |
| Moins de 57 kg | Bediha Gün (TUR)           | Carola Rainero (ITA) | Graciela Sánchez (ESP) |
| Moins de 62 kg | Elif Jale Yeşilırmak (TUR) | Marwa Amri (TUN)     | Sara Da Col (ITA)      |
| Moins de 68 kg | Buse Tosun (TUR)           | Dalma Caneva (ITA)   | Samar Hamza (EGY)      |

## Tableau des médailles
Légende
 *  Pays organisateur 
| Rang  | Nation    | Or | Argent | Bronze | Total |
| ----- | --------- | -- | ------ | ------ | ----- |
| 1     | Turquie   | 8  | 2      | 3      | 13    |
| 2     | France    | 2  | 2      | 4      | 8     |
| 3     | Italie    | 1  | 3      | 1      | 5     |
| 4     | Égypte    | 1  | 2      | 3      | 6     |
| 5     | Grèce     | 1  | 0      | 1      | 2     |
| 5     | Macédoine | 1  | 0      | 1      | 2     |
| 7     | Algérie   | 0  | 2      | 0      | 2     |
| 8     | Serbie    | 0  | 1      | 3      | 4     |
| 9     | Slovénie  | 0  | 1      | 0      | 1     |
| 9     | Tunisie   | 0  | 1      | 0      | 1     |
| 11    | Espagne   | 0  | 0      | 3      | 3     |
| 12    | Croatie   | 0  | 0      | 2      | 2     |
| 13    | Syrie     | 0  | 0      | 1      | 1     |
| Total | Total     | 14 | 14     | 22     | 50    |